# Edersleben
Edersleben er en by i Landkreis Mansfeld-Südharz i den tyske delstat Sachsen-Anhalt. Landsbyen ligger 7 km vest for Allstedt.